# Эдвардс, Гектор
Гектор Эдвардс (англ. Hector Edwards, род. 18 марта 1949) — барбадосский велогонщик, выступавший на треке и шоссе. Участник летних Олимпийских игр 1972 и 1976 годов, серебряный призёр Игр Центральной Америки и Карибского бассейна 1974 года, бронзовый призёр Игр Центральной Америки и Карибского бассейна 1978 года.

## Биография
Гектор Эдвардс родился 18 марта 1949 года.
В 1972 году вошёл в состав сборной Барбадоса на летних Олимпийских играх в Мюнхене. Шоссейную групповую гонку на 200 км не смог завершить, как и ещё 85 из 163 участников. На треке в индивидуальном спринте проиграл в первом раунде Даниелю Морелону из Франции и опередил Сурию Чиарасапавонга из Таиланда, а в заезде надежды уступил Джеффри Спенсеру из США. В гите на 1000 метров стал единственным, кто не завершил дистанцию.
В 1976 году вошёл в состав сборной Барбадоса на летних Олимпийских играх в Монреале. В гите на 1000 метров занял 18-е место, показав результат 1 минута 10,084 секунды и уступив 4,157 секунды завоевавшему золото Клаусу-Юргену Грюнке из ГДР.
Дважды становился призёром Игр Центральной Америки Карибского бассейна в гите на 1000 метров: в 1974 году в Санто-Доминго выиграл бронзу, в 1978 году в Медельине — серебро.